# Кинематограф на языке маратхи
Маратхиязычный кинематограф включает в себя фильмы на языке маратхи, снимаемые в штате Махараштра, Индия.
Является одним из старейших в индийском кино. К нему относят первый немой полнометражный индийский фильм «Раджа Харишчандра»,
снятый в 1913 году Дадасахебом Пхальке, так как вся съёмочная группа говорила на маратхи.
Центр киноиндустрии, как и в случае Болливуда, базируется в Мумбаи.

## История

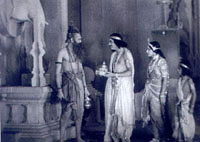
Первый фильм на языке маратхи — «Царь Айодхьи»

Маратхиязычный кинематограф считается старейшей киноиндустрией в Индии, поскольку к нему относят первый немой полнометражный индийский фильм «Раджа Харишчандра», так как его съемочная группа полностью состояла из представителей народа маратхи.
Ещё одним фильмом, вышедшим до появления в кино звука, который относят к кинематографу на маратхи, является исторический эпос Sairandhari (1920), снятый Бабурао Пейнтером на следующий год поле основания Maharashtra Film Company. Эпизоды из истории маратхов были выбраны им из-за его особого интереса к декорациям, костюмам, дизайну и живописи, что позволило ему в дальнейшем специализироваться в историческом жанре. Бабурао Пейнтер создал множество немых фильмов вплоть до 1930 года. Однако Maharashtra Film Company потеряла свои позиции после появления в кино звука.
Первый звуковой фильм на маратхи, «Царь Айодхьи» (англ. Ayodhyecha Raja), как и первый индийский фильм основанный на легенде о радже Харишчандре, был снят в 1932 году, всего через год после выхода первого звукового фильма на хинди «Свет мира».
Своего расцвета кинематограф достиг с появлением таких деятелей кино, как В. Шантарам, Мастер Винаяк, Бхаджи Пендхаркар, Прахлад Кешав Атре, Г.Д. Мадгулкар и Судхир Пхадке.
Из кинокомпаний в отрасли доминировала Prabhat Film Company, выпустившая за  полтора десятилетия 20 фильмов, большая часть которых была двуязычной. Под их баннером в 1933 году В. Шантарам предпринял попытку снять цветной фильм Sairandhari. Плёнка была отснята и проявлена в Индии, но для тиражирования пришлось отправиться в Германию, где выяснилось, что из-за технических дефектов допущенных при проявлении получить хорошее изображение было невозможно.
Выпущенный той же компанией, «Святой Тукарам» стал первым индийским фильмом получившим награду на Венецианском кинофестивале в 1937 году. В конце 1930-х — начале 1940-х годов индустрия удерживала за собой второе место в стране по количеству выпускаемых фильмов в год.
Однако в 1950-х конкуренция с фильмами на хинди, набирающими всё большую популярность, привела к финансовому кризису и уходу многих талантливых кинематографистов. Закрылись две киностудии в Пуне, и производство фильмов стало возможно только на единственной оставшейся в Колхапуре. Расцвет маратхи-язычного театра в начале 1960-х и появление цветных фильмов на хинди привели к оттоку образованного среднего класса и молодёжи из аудитории фильмов. Оставшиеся зрители были, преимущественно, жителями деревень Махараштры, не понимавшими хинди. Ориентируясь на них, кинематографисты приняли за основу для своих работ формулу тамаши и выпускали киноленты, действие которых разворачивалось в деревне. На этой формуле был основан успех фильма Ананата Мане Sangtye Aaika (1958), прокат которого в одном из кинотеатров Пуны длился 132 недели. Другим популярным у сельских жителей фильмом был «Бессмертная песнь» (1953) Шантарама.
В результате, в течение примерно следующих двенадцати лет, кинематограф на маратхи состоял почти исключительно из сельских драм с одними и теми же артистами, режиссерами, композиторами и мизерным бюджетом. Хотя были и некоторые попытки создания не шаблонного кино, в частности: Santh Vahate Krishnamai (1967) Мадхукара Патнаика, Ek Gaon Bara Bhangadi (1968) Ананта Мане и «Зять из Бомбея» (1970) Раджи Тхакура.
В числе других получивших признание фильмов на маратхи — «Мама Шьяма» (1953) — первый лауреат Национальной кинопремии Индии.
Десять лет пришедшиеся на конец 2000-х и начало 2010-х воспринимаются как возрождение кинематографа на маратхи, благодаря сценаристам и режиссёрам нового поколения, необычным сюжетам, грантам и субсидиям правительства.
Так, вышедшие в 2000-х, фильмы Shwaas (2004), Harishchandrachi Factory (2009) и «Суд» (2014) были номинированы на получение премии «Оскар».
Киноиндустрия наращивала объемы, и количество выпускаемых фильмов неуклонно росло. В то время как в XX веке в прокат выходило 10−30 фильмов в год, с 2010 года ежегодно выпускается более 100 кинокартин.
По данным на 2016 год наиболее коммерчески успешным фильмом являлся «Дикий» (2016) — мелодрама о любви двух молодых людей из разных каст с неожиданной развязкой.
Однако 90% фильмов по прежнему с трудом окупают затраты на их производство.